# Condado de Elda
El condado de Elda es un título nobiliario español creado el 14 de mayo de 1577 por el rey Felipe II a favor de Juan Pérez-Coloma y Pérez Calvillo, III señor de Elda, virrey de Cerdeña, al otorgarse rango nobiliario a la baronía de Elda, Petrel y Salinas por los servicios prestados a la Corona de Aragón y Castilla por él y sus ascendientes, quienes ya ostentaban el señorío de Elda. Se mantuvo como tal hasta 1837, cuando se produjo la abolición de los señoríos, quedando solamente el título condal.
El archiduque-pretendiente Carlos de Austria, concedió la grandeza de España el 26 de abril de 1707 al V conde, Francisco Coloma Pujades y Borja.
Esta grandeza de España fue reconocida por el rey Alfonso XIII el 18 de marzo de 1918 a la XV condesa María del Pilar Loreto Osorio y Gutiérrez de los Ríos, III duquesa de Fernán Núñez.

## Orígenes
El condado de Elda tiene su origen en los antiguos territorios de los señoríos de Elda (incluido en este el lugar de Salinas) y Petrel, que habían pertenecido al condado de Cocentaina. El conde de Cocentaina los había adquirido en 1424 y 1431 respectivamente, a Violante, viuda de Juan II de Aragón el de Elda, y a Pere de Rocafull Petrel. Posteriormente fueron vendidos al linaje de la familia Coloma por escritura firmada en Alcalá de Henares el 28 de noviembre de 1497.

## Historia de los condes de Elda
- Juan Coloma y Cardona (Elda, c. 1522-Elda, 9 de octubre de 1586), I conde de Elda,[3] III señor de Elda y virrey de Cerdeña.

Casó en primeras nupcias con Esperanza de Aragón y en segundas, hacia 1551, con Isabel de Saa. Sucedió su hijo:
- Antonio Coloma y Saa (m. Palermo, 12 de agosto de 1619),II conde de Elda,[3] general de las galeras de Portugal, Sicilia y Nápoles capitán general de las galeras de España y virrey de Cerdeña.[3]

Casó en primeras nupcias, en 1581, con Beatriz de Corella. Contrajo un segundo matrimonio con Francisca Manrique. Casó en terceras nupcias con Juana Enríquez de Mendoza.  Le sucedió su hijo del tercer matrimonio:
- Juan Coloma y Mendoza (m. 30 de noviembre de 1638), III conde de Elda.[2]

Casó en 1613, con Ana Venegas de Espinosa. Le sucedió su hijo:
- Juan Andrés Coloma (Elda, 5 de diciembre de 1621-1694), IV conde de Elda y capitán general de la costa de Granada.[2]

Contrajo matrimonio, el 17 de diciembre de 1634, con Isabel Pujades de Borja, II condesa de Anna (m. 25 de agosto de 1666).
- Francisco Coloma y Pujades de Borja (1656-Valencia, 8 de marzo de 1712), V conde de Elda, grande de España,[2] y IV conde de Anna.

Casó, en 1695, con María Ana Josefa de la Cerda-Leyva y Rocaberti (m. 12 de enero de 1731), V condesa de Baños, grande de España, y IX marquesa de Adrada. Sucedió su hijo:
- Francisco Coloma de la Cerda (m. 19 de julio de 1729), VI conde de Elda, grande de España,[2] VI conde de Baños[7] y V conde de Anna.[5]

Sin descendencia, le sucedió su primo:
- Gonzalo José Arias Dávila (m. 17 de agosto de 1738), VII conde de Elda,[2] VII conde de Puñonrostro,[8] dos veces grande de España, gobernador de Orán, capitán general de la costa de Granada y miembro del Consejo de Guerra.[8]

Casó en primeras nupcias, el 15 de mayo de 1692, con María Josefa Ernestina de Croy. Contrajo un segundo matrimonio el 3 de febrero de 1701, con Isabel Ramírez de Arellano. Sucedió su hijo del primer matrimonio:
- Diego Lucas Arias Dávila (m. 6 de enero de 1751), VIII conde de Elda[2] y VIII conde de Puñonrostro,[8] dos veces grande de España.

Casó, el 20 de junio de 1715, con Isabel Centurión Arias Dávila.  Sucedió su hijo:
- Francisco Javier Arias Dávila (17 de septiembre de 1783), IX conde de Elda[2] y IX conde de Puñonrostro,[8] dos veces grande de España.

Casó, el 8 de febrero de 1741) con Lucrecia Pío de Saboya. Sin descendencia, sucedió su primo.
- Juan Bautista Centurión y Velasco  (también llamado Juan Centurión Arias Dávila) (12 de noviembre de 1718-10 de diciembre de 1785), X conde de Elda,[2] X conde de Puñonrostro,[8] VII marqués de Estepa,[9] IX conde de Barajas,[10] XIII conde de Fuensalida,[11] cinco veces grande de España, VIII marqués de Laula,  VII marqués de Monte de Vay marqués de Vivola y IX conde de Anna.[12]

Casó en primeras nupcias con María Luisa Centurión Arias Dávila y en segundas, en 1773, con Mariana de Urries Pignatelli, hija del I marqués de Ayerbe. Sin descendencia, le sucedió su hermana:
- María Luisa Centurión y Velasco (m. 22 de enero de 1799), XI condesa de Elda,[2] XI condesa de Puñonrostro,[8] X condesa de Barajas,[10] VIII marquesa de Estepa,[9] XIV condesa de Fuensalida,[11] cinco veces grande de España, IX marquesa de Laula, VIII marquesa de Monte de Vay, VIII marquesas de Vivola, IX condesa de Casa Palma, X condesa de Anna, VIII marquesa de Bedmar (por sucesión a su marido), marquesa de Casasola y marquesa de Noguera.

Contrajo matrimonio, el 21 de febrero de 1750, con Felipe López Pacheco y Acuña, XII duque de Escalona y otros títulos. Sin descendientes, sucedió su prima:
- Laura de Castellví y Mercader, XII condesa de Elda,[2] V condesa de Cervellón,[13], dos veces grande de España, III marquesa de Villatorcas.[14]  Era hija de Juan Basilio de Castellví Coloma (m. 17 de enero de 1754), II marqués de Villatorcas, gobernador de Valencia y virrey de Nápoles,[13] y de su esposa Francisca María de Cervellón y Palafox, IV condesa de Cervellón.[13]

Casó el 13 de marzo de 1754 con Antonio Osorio de Guzmán, mariscal de campo. Le sucedió su hijo:

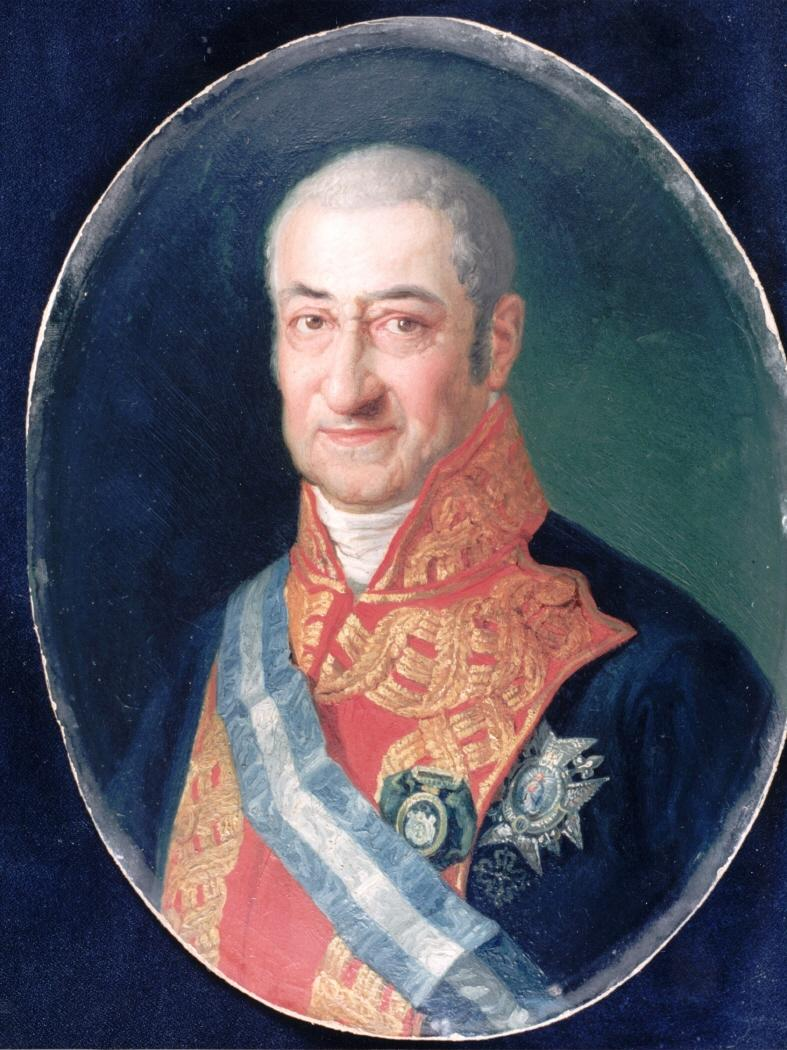
Felipe Carlos Osorio y Castellví pintado por Vicente López Portaña (Museo Lázaro Galdiano, Madrid)

- Felipe Carlos Osorio y Castellví (1762-23 de octubre de 1815[15]), XIII conde de Elda,[2] VI conde de Cervellón,[13] marqués de Nules, IV marqués de Villatorcas,[14] marqués de Quirra, caballero de la Orden de Alcántara desde el 29 de abril de 1770, gran cruz de la Orden de Carlos III por decreto de 4 de abril de 1794,[16] capitán general de Valencia y Murcia.

Casó el 21 de noviembre de 1789 con María Magdalena de la Cueva y de la Cerda, hija de Miguel José de la Cueva, XIII duque de Alburquerque, y de Cayetana de la Cerda Cernesio. Le sucedió su hijo:
- Felipe María Osorio y de la Cueva (m. 5 de febrero de 1859), XIV conde de Elda,[2] VII conde de Cervellón,[13] V marqués de la Mina,[18] XIX conde de Siruela,[19] conde de Pezuela de las Torres[20] —estos últimos tres títulos heredados de su tío José Miguel de la Cueva y de la Cerda, XIV duque de Alburquerque—,[17] V marqués de Villatorcas,[21] y mariscal de campo.[13]

Se casó el 26 de septiembre de 1821 con Francisca de Asís Gutiérrez de los Ríos y Solís, II duquesa de Fernán Núñez, XII condesa de Barajas. Le sucedió su hija.
- María del Pilar Osorio y Gutiérrez de los Ríos (Madrid, 10 de diciembre de 1829-Chateau de Dave, Namur, Bélgica, 1 de septiembre de 1921),[22] XV condesa de Elda,[2]  III duquesa de Fernán Núñez,[23][24] VIII condesa de Cervellón,[13] VI marquesa de la Mina,[18] VIII marquesa de Castel-Moncayo,[25] XX condesa de Siruela,[19] XIII condesa de Barajas,[10] V duquesa del Arco,[26]  ocho veces grande de España, VII duquesa de Montellano, VI marquesa de Villatorcas,[21] XII marquesa de Alameda, IX marquesa de Nules,[21] marquesa de Castelnovo, VIII marquesa de Pons, marquesa de Plandogan, marquesa de Miranda de Anta, VI condesa de Frigiliana, XIV condesa de Anna, condesa de Molina de Herrera, condesa de Montehermoso y IX condesa de Puertollano.[22] Fue dama de las reinas Isabel II, María de las Mercedes y María Cristina.[22]

Casó el 14 de octubre de 1852 con Manuel Luis Pascual Falcó D'Adda y Valcárcel (n. Milán, 26 de febrero de 1838), XIV marqués de Almonacid de los Oteros, barón de Benifayó, V marqués del Arco y de Montellano. En 1918, sucedió su nieto a quien le cedió el título:
- José Falcó y Álvarez de Toledo (m.. 12 de abril de 1983), XVI conde de Elda[2] y XII barón de Benifayó.[27] Era hijo de Manuel Felipe María Falcó y Osorio, IV duque de Fernán Núñez, VII marqués de Villatorcas,[27] y otros títulos, y de su esposa, Silvia Álvarez de Toledo y Gutiérrez de la Concha, III duquesa de Bivona y III condesa de Xiquena.

Casó, el 22 de septiembre de 1932, con Emilia Carrión y Santamarina. Sucedió su hijo en 1984:
- Enrique Falcó y Carrión, XVII conde de Elda y decano de la Diputación de la Grandeza.[2]

Casó, en 14 de julio de 1971, con María Fernanda Méndez Núñez y Gómez Acebo (m. 1988).